# 特雷维科
特雷维科（義大利語：Trevico），是意大利阿韦利诺省的一个市镇。总面积10平方公里，人口1094人，人口密度109.4人/平方公里（2009年）。ISTAT代码为064112。